# Президентські вибори в Польщі 1990
Президентські вибори в Польщі пройшли в 1990 в два тури, 25 листопада і 9 грудня відповідно. Явка на виборах склала 60,6 % виборців у першому турі і 53,4 % у другому.

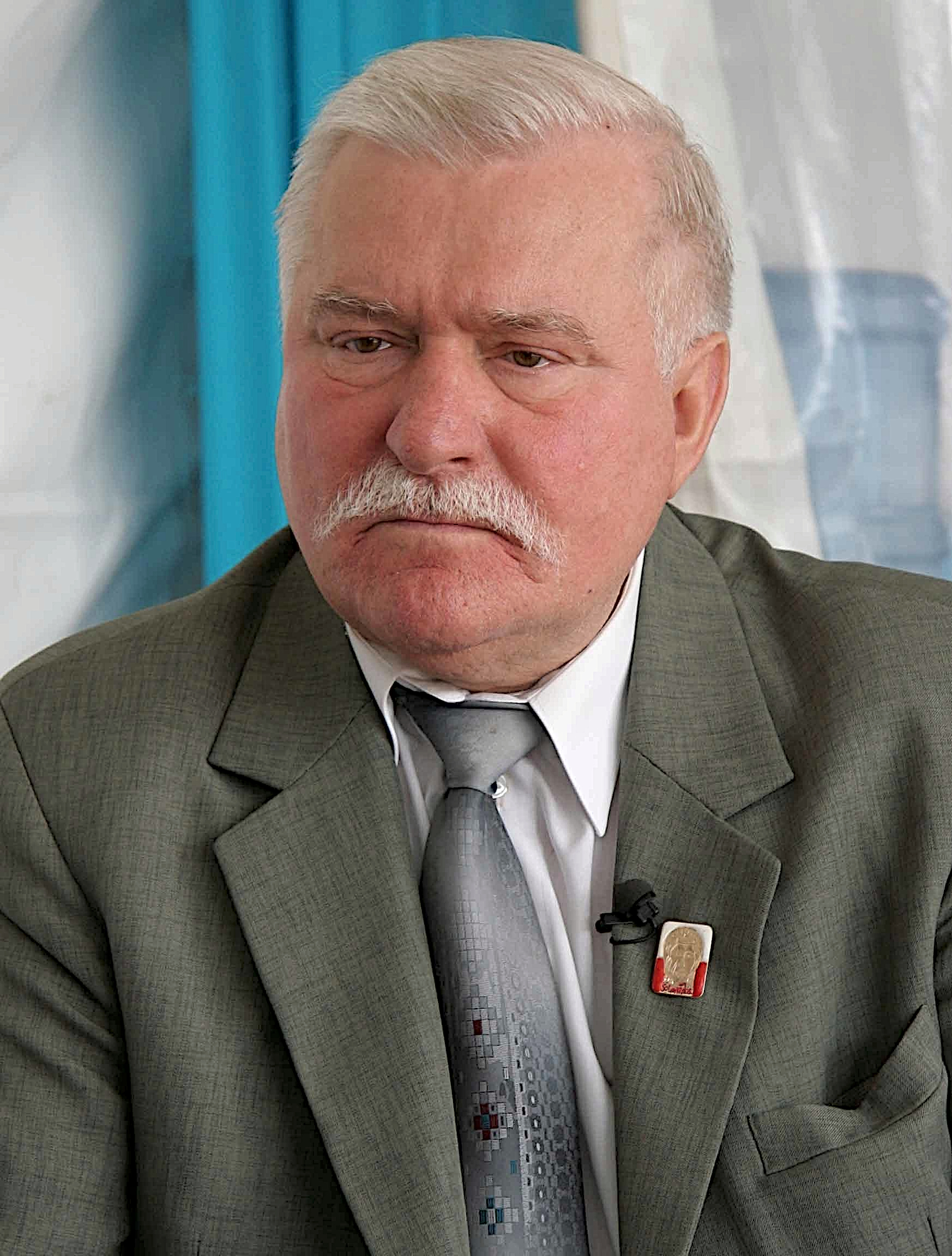
Лех Валенса, 2009 рік

Президентом у другому турі був обраний безпартійний кандидат лідер профспілки «Солідарність» Лех Валенса. Несподівано зайняв друге місце в першому турі безпартійний кандидат, канадський бізнесмен Станіслав Тимінський, який отримав у другому турі трохи більше голосів, ніж у першому.
Перший у післявоєнній історії Польщі некомуністичний прем'єр-міністр Тадеуш Мазовецький, якому пророкували друге місце і боротьбу з Валенсою у другому турі, отримав лише 18,08 % голосів і посів третє місце, в результаті чого вибув з боротьби за президентське крісло.

## Результати виборів
| Кандидат             | Голосів I тур | % I тур | Голосів II тур | % II тур |
| -------------------- | ------------- | ------- | -------------- | -------- |
| Лех Валенса          | 6569889       | 39,96 % | 10622696       | 74,25 %  |
| Станіслав Тимінський | 3797605       | 23,10 % | 3683098        | 25,75 %  |
| Тадеуш Мазовецький   | 2973364       | 18,08 % |                |          |
| Влодзімеж Цімошевич  | 1514025       | 9,21 %  |                |          |
| Роман Бартоще        | 1176175       | 7,15 %  |                |          |
| Лешек Мочульський    | 411 516       | 2,50 %  |                |          |